# Skärhamn
Skärhamn là một khu đô thị thuộc quận Västra Götaland của Thụy Điển. Đây là địa điểm của thành phố Tjörn.